# Новая Потьма
Новая Потьма (м. Од Потьма, Од Потманя) — село, центр сельской администрации в Зубово-Полянском районе Мордовии.

## География
Расположено на р. Парце, в 11 км от районного центра и железнодорожной станции Зубова Поляна.

## История
Название-характеристика: от м. потма «лесная глубинка», «глушь». В «Списке населённых мест Тамбовской губернии» (1866) Новая Потьма — село казённое из 111 дворов (741 чел.) Спасского уезда. В 1930-е гг. был образован колхоз им. Крупской, затем ТОО, с 1996 г. — СХПК «Дружба». В современном селе — средняя школа, библиотека, Дом культуры, отделение связи, магазин; памятник воинам, погибшим в годы Великой Отечественной войны; Покровская церковь (1906).

## Население
| 2002 | 2010 |
| ---- | ---- |
| 403  | ↘352 |

Национальный состав
Согласно результатам Всероссийской переписи населения 2002 года, в национальной структуре населения мордва-мокша составляли 93 %.